# Ljiljana Nikolovska
Ljiljana Nikolovska (também conhecida como Nikolovski ou Nikoloski, (Split, 24 de agosto de 1964-) é uma cantora croata - macedónia . É conhecida por ter sido a líder original  da banda Magazin, e por ter cantado para a  Hrvatski Band Aid (uma Band Aid croata). Gravou sete álbuns e surgiu em diversos álbuns de entre  1982 e meados dos anos 90 .

Ela gravou em 1996 um álbum a solo chamado  Let para a  Croatia Records.
Desde meados dos anos 90, Nikolovska é casada com o músico  Pete Mazich. Ele têm um filho e vivem em  San Pedro, Estados Unidos da América, onde têm produzido projetos para numerosos músicos e bandas.

## Discografia
Os seus álbuns da banda e a solo foram:
1. Kokolo (1983)
2. O, la, la (1984)
3. Piši mi (1985)
4. Put putujem (1986)
5. Magazin (1987)
6. Besane noći (1988)
7. Dobro jutro (1989) )
8. Najbolje godine (1991) (compilação)
9. Najbolje godine' (1993) (compilação)
10. Svi najveći hitovi 1983 - 1990 (1998) (The Biggest hits)
11. Magazin-Svi najveći hitovi 1983 - 1990  (2003) (Magazin-All The Biggest Hits)
12. Let (1996)

## References
1. ↑  «8 milijuna eura duga zbog propalih poslova u Srbiji». Nacional (em croata). 11 de março de 2009. Consultado em 14 de junho de 2010